# کورتیچ
شهر کورتیچ (به رومانیایی: Curtici) در شهرستان ارد در کشور رومانی واقع شده‌است. جمعیت این شهر ۹٬۷۶۲ نفر  است.